# Dianthus takhtajanii
Dianthus takhtajanii är en nejlikväxtart som beskrevs av Nersesian. Dianthus takhtajanii ingår i släktet nejlikor, och familjen nejlikväxter. Inga underarter finns listade i Catalogue of Life.